# Варберг (Шведска)
Варберг (швед. Varberg) град је у Шведској, у југозападном делу државе. Град је у оквиру Халандског округа, где је једно од главних средишта округа. Варберг је истовремено и седиште истоимене општине.

## Природни услови
Варберг се налази у југозападном делу Шведске и Скандинавског полуострва. Од главног града државе, Стокхолма, град је удаљен 490 км југозападно. 
Рељеф: Варберг се сместио на источној обали Категата, дела Северног мора. Градско подручје је бреговито, а надморска висина се креће 0-30 м.
Клима у Варбергу је континентална са утицајем мора и крајњих огранака Голфске струје. Стога су зиме блаже, а лета свежија у односу на дату географску ширину.
Воде: Варберг се образовао на источној обали Категата, залива Северног мора. Обала у овом делу је песковита, што погодује развоју туризма.

## Историја
Варберг се први пут помиње 1280. године. Током првих векова настанка насеље је више пута сељено. У овом раздобљу град и околина су у поседу Данске.
После споразума у Роскилдеу 1658. године Шведска добија подручја на данашњем југу државе, па се Варберг припаја Шведској.
После два века таворења поновни замах Варберг доживљава у другој половини 19. века са доласком индустрије и железнице. Ово благостање траје и дан-данас.

## Становништво
Варберг је данас град средње величине за шведске услове. Град има око 28.000 становника (податак из 2010. г.), а градско подручје, тј. истоимена општина има око 59.000 становника (податак из 2012. г.). Последњих деценија број становника у граду расте.
До средине 20. века Варберг су насељавали искључиво етнички Швеђани. Међутим, са јачањем усељавања у Шведску, становништво града је постало шароликије, али опет мање него у случају већих градова у држави.

## Привреда
Данас је Варберг савремени град са посебно развијеном индустријом. Последње две деценије посебно се развијају трговина, услуге и туризам.

## Знаменитости
Главне знаменитости Варберга су очувано старо градско језгро и Барбершка тврђава.

## Збирка слика
- Главни градски трг
- Варбершка тврђава и купалиште поред ње
- Главна градска црква
- Стара градска кућа